# Zbigniew Sierocki
Zbigniew Sierocki (ur. 5 maja 1975) – polski hokeista.

## Kariera
- Polonia Bytom (-2001)
- SKH Sanok (2001-2002)
- Polonia Bytom (2002-2006)

Był zawodnikiem Polonii Bytom. Po wycofaniu się tego zespołu z rozgrywek PLH 2001/2002 reprezentował SKH Sanok w sezonie 2001/2002, po czym wrócił do Polonii.
W barwach reprezentacji Polski do lat 18 wystąpił w turnieju mistrzostw Europy juniorów Grupy A w 1993.

## Osiągnięcia
Klubowe
- Złoty medal I ligi: 2000 z Polonią Bytom
- Brązowy medal mistrzostw Polski: 2001 z Polonią Bytom